# Кудрявцев, Александр Михайлович (биолог)
Алекса́ндр Миха́йлович Кудря́вцев (род. 6 мая 1963) — российский генетик, специалист в области генетики растений, директор Института общей генетики имени Н. И. Вавилова РАН (ИОГен РАН) с 2017 по 2024 годы, доктор биологических наук (2007), член-корреспондент РАН (2019).

## Биография
Получил высшее образование в МСХА имени К. А. Тимирязева по специальности «агрономия». 3 декабря 1991 года защитил кандидатскую диссертацию «Генетика глиадина яровой твердой пшеницы» (научный руководитель Е. В. Метаковский, официальные оппоненты Э. Е. Хавкин и А. В. Шурхал).
В 2007 году защитил докторскую диссертацию «Создание системы генетических маркеров твердой пшеницы (T. durum Desf.) и её применение в научных исследованиях и практических разработках».
Заведующий лабораторией генетики растений. С 2017 по 2024 год возглавлял ИОГен РАН.

## Научная деятельность
Основные научные результаты:
- изучен генетически-детерминированный полиморфизм запасных белков мягкой и твердой пшеницы — глиадинов. На основе полученных результатов разработана технология лабораторной диагностики сортовой чистоты и аутентичности семян пшеницы, рекомендованная Министерством сельского хозяйства РФ в качестве стандартного метода и внедренного в практику;
- разработан системный подход применения генетических маркеров при решении различных задач генетики и селекции растений (на примере твердой пшеницы);
- впервые в мире разработаны подходы автоматизированного анализа лабораторных результатов генетического маркирования на основе использования искусственного интеллекта — искусственных нейронных сетей;
- показана генетическая эрозия генофондов культурных растений, а также растений редких и исчезающих видов. Предложены рациональные подходы генетического мониторинга популяций редких и исчезающих видов, разработаны стратегии их сохранения;
- решен ряд вопросов происхождения, эволюции и распространения культурных растений (пшеница, яблоня).

Автор 116 научных работ, в том числе двух авторских свидетельств.
Под его руководством защищены четыре кандидатские диссертации.
Член редакционной коллегии журнала «Известия РАН — Серия биологическая», член редакционного совета журнала «Генетика», журнала «Садоводство и виноградарство», член центрального совета ВОГиС.
В 2023 году решил сложить обязанности главы Научного совета РАН по генетике и селекции. На состоявшемся 14 июня бюро Отделения биологических наук его просьба была удовлетворена. «Кудрявцев попросил снять с него обязанности по состоянию здоровья, его просьбу удовлетворили единогласно».

## Взгляды
14 марта 2023 года выступил на III международной научно-богословской конференции «Бог — Человек — Мир» с пленарным докладом на тему «Экологические и биологические проблемы тленного мира», в ходе которого заявил, что «до Великого потопа» продолжительность жизни человека составляла более 900 лет, а также что мутации и наследственные болезни вызваны не мутагенными факторами среды, а грехом:

Вот такие мутации врачи-генетики находят ежедневно, когда работают с пациентами… Ученые-атеисты вам скажут, что на самом деле это радиация, это загрязнение, это все мутагенные эффекты. Но тем не менее, мое личное убеждение, что такое разрушение все-таки инициировано первородным грехом, оно усугубляется грехом родовым, ну и личным тоже… дети до седьмого колена отвечают за грехи отцов своих.
В качестве доказательства он сослался на некий график из интернета.
Взгляды Кудрявцева были подвергнуты критике членами Комиссии по борьбе со лженаукой РАН, отметившими, что человечество не происходило от Адама и Евы, а болезни, бактерии и вирусы имелись задолго до появления человека и предполагаемого «грехопадения». «Не было такого творца, который бы сотворил первого человека в обход механизмов биологической эволюции». «Максимальная продолжительность жизни ближайших родственников человека — шимпанзе и бонобо не превышает 50 лет, в то время как рекорд продолжительности жизни человека около 120 лет», а средняя продолжительность жизни человека за последние 70 лет выросла на 26 лет.